# In the Penal Colony
In the Penal Colony (en español En la colonia penal) es una ópera con música de Philip Glass y libreto de Rudolph Wurlitzer, basado en el relato homónimo de Franz Kafka; la ópera es para tenor y barítono, o también para tenor y bajo, y quinteto de cuerdas. El reparto comprende también tres actores, de los cuales sólo uno pronuncia palabras.
El libreto describe el perverso funcionamiento de una máquina de tortura, situada en una colonia penal, que "escribe" con agujas sobre la piel del condenado su culpa, llevándolo de esta manera a la consiguiente sentencia y, después de larga agonía, a la muerte.
La ópera, compuesta en el año 2000, ha tenido un éxito extraordinario en los Estados Unidos. En Italia la composición, con el título de "Nella colonia penale", se estrenó en el Teatro Regio de Turín el 11 de abril de 2002; para entonces el libreto se tradujo al italiano por Marco Ravasini. En las estadísticas de Operabase aparece con 5 representaciones en el período 2005-2010. La versión para tenor y bajo se estrenó en Forlì, en el Teatro Diego Fabbri, el 30 de octubre de 2009. 